# Русін Олексій Іванович
Олексій Іванович Русін (Моршин І.Д.) (1889, Тамбовська губернія, тепер Тамбовська область, Російська Федерація — 1962, Москва) — радянський партійний діяч, член Кримського підпільного обласного комітету РКП(б). Кандидат в члени ЦК КП(б)У в жовтні 1918 — березні 1919 р. Кандидат в члени Ревізійної Комісії КП(б)У в жовтні 1918 — березні 1919 р.

## Біографія
Народився у селянській родині. З 1903 року працював учнем слюсаря в майстерні Демидова у Москві.
У 1914 році призваний на російський імператорський Чорноморський флот, служив матросом на плаваючій майстерні «Кронштадт».
Член РСДРП(б) з 1917 року. Партійний псевдонім — Моршин І.Д.. Вів революційну роботу на Чорноморському флоті.
У 1917 році — депутат Севастопольської Ради, член правління профспілки робітників Севастопольського військового порту. З жовтня 1917 року — член Кримського (Таврійського) губернського комітету професійних спілок.
У 1918 році, під час німецької окупації — працював у підпіллі, був членом Кримського тимчасового підпільного обласного комітету РКП(б). У вересні 1918 року був заарештований військами Української Держави, але втік із арешту.
Потім — на господарській роботі в Тамбові та Москві.